# Nhà thờ Chính tòa Vác
Nhà thờ Chính tòa Đức Mẹ Đồng Trinh lên trời và Tổng lãnh thiên thần Micae (tiếng Hungary: Nagyboldogasszony székesegyház), hay còn được gọi là Nhà thờ Chính tòa Vác, là một công trình tôn giáo thuộc Giáo hội Công giáo, nằm tại thành phố Vác ở Hungary. Nhà thờ hiện đóng vai trò là nhà thờ chính tòa của Giáo xứ Vác.

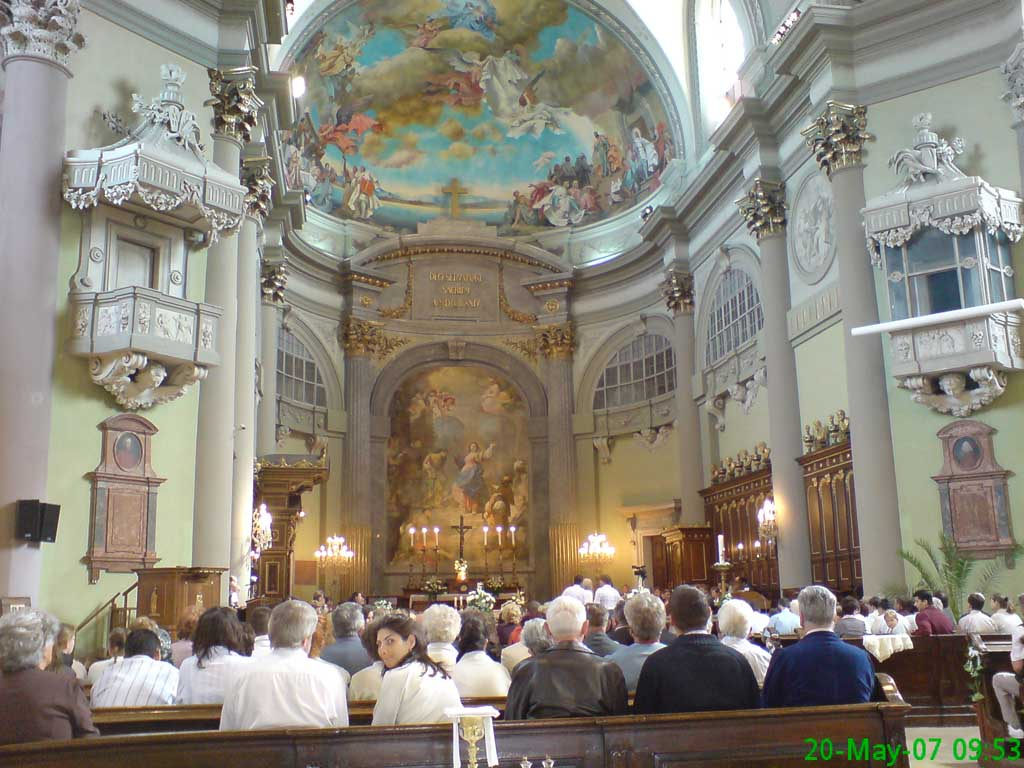
Phía bên trong nhà thờ

Giáo xứ Vác được thành lập vào năm 1004, dưới thời vua István I của Hungary và nhà thờ chính tòa hiện nay là công trình đã được xây đến lần thứ năm của giáo xứ Vác. Nhà thờ được xây dựng lần đầu tiên vào năm 1074 nhưng đã bị hủy hoại vào thế kỷ 14, do ảnh hưởng từ cuộc xâm lăng của quân Mông Cổ. Trong thời kỳ Đế chế Ottoman chiếm đóng Hungary, tàn tích cuối cùng của nhà thờ cũng theo đó mà sụp đổ. Chỉ sau khi người Thổ rời đi, thì một nhà thờ khác mới được xây lên để thay thế cho nhà thờ cũ đã bị hủy hoại.
Việc xây dựng nhà thờ mới bắt đầu vào năm 1761. Đến năm 1772, nhà thờ đã được tôn phong hiển thánh. Công trình xây dựng nhà thờ mới được tiếp tục cho đến tận năm 1777. Vào năm 1944, trong chiến tranh Thế giới thứ Hai, một quả bom của Liên Xô đã ném trúng mái vòm nhà thờ mà lại không phát nổ nên các giáo dân tại đây đã gọi sự kiện này là một phép màu.